# Camponotus foraminosus
Camponotus foraminosus é uma espécie de inseto do gênero Camponotus, pertencente à família Formicidae.